# 伊戈尔·格拉巴里
伊戈尔·埃马努伊洛维奇·格拉巴里，或作格拉巴尔（俄語：И́горь Эммануи́лович Граба́рь，1871年3月25日—1960年5月16日）是一位俄羅斯后印象派画家、艺术家、教育家。

## 作品
- 《二月浅蓝色》(1904年)
- 《三月雪》(1904年)
- 《菊花》(1908年)
- 《白嘴鸟巢》(1908年)
- 《飞燕草》(1908年)
- 《湖畔》(1926年)
- 《白桦林》(1940年)